# 3 Sandomierski Batalion Radiotechniczny
3 Batalion Radiotechniczny im. ppłk. Antoniego Wiktorowskiego, ps. „Kruk” (3 brt) – pododdział Wojsk Radiotechnicznych Sił Powietrznych RP.

## Historia
Batalion sformowany został na podstawie rozkazu nr 0054 Ministra Obrony Narodowej z dnia 6 lipca 1957. Swój rodowód wywodzi z 14 pułku obserwacyjno-meldunkowego przekształconego później w 14 pułk radiotechniczny. Na miejsce stałej dyslokacji jednostki wyznaczony został garnizon Sandomierz. Termin sformowania jednostki wyznaczono na dzień 30 listopada 1957.
3 grudnia 1957 dowódca batalionu kpt. Włodzimierz Przemyski zameldował o zakończeniu prac organizacyjnych. W strukturach jednostki funkcjonowało wówczas 5 kompanii radiotechnicznych:
- 1 kompania radiotechniczna w Ożarowie k. Sandomierza
- 2 kompania radiotechniczna w Rozkoszy k. Białej Podlaskiej
- 3 kompania radiotechniczna we Włókach k. Lublina
- 4 kompania radiotechniczna w Wysokiej Głogowskiej k. Rzeszowa
- 5 kompania radiotechniczna w Przęsławiu k. Jędrzejowa
- w roku 1962 do Batalionu dołączono kompanię radiotechniczną w Miłkowej, będącą uprzednio w składzie batalionu krakowskiego (JW 1254).

Dowództwo i sztab batalionu dyslokowane były w Krakowie przy ulicy Rajskiej. W dniach 10–11 września 1959 dowództwo i sztab jednostki przeniesiono do Sandomierza. W dniu 15 września 1959 3 brt włączony został do systemu OPL OPK.
W 1962 3 brt został włączony w skład nowego rodzaju wojsk – Wojsk Obrony Powietrznej Kraju, jako jednostka podległa dowódcy 1 Korpusu Obrony Powietrznej Kraju. 15 maja 1962 dekretem Rady Państwa batalionowi nadano sztandar, który został wręczony dowódcy jednostki 14 października 1962. 6 września 1997 jednostce został nadany nowy sztandar, ufundowany przez społeczeństwo Sandomierza i Ziemi Sandomierskiej, a dotychczasowy przekazano do Muzeum Wojska Polskiego w Warszawie.
Aktualnie (2022) batalion jest jednostką podporządkowaną dowódcy 3 Brygady Radiotechnicznej. W chwili obecnej w strukturę batalionu wchodzą:
- 2 kompanie przysztabowe
- 2 terenowe kompanie radiotechniczne
- 3 posterunki radiotechniczne dalekiego zasięgu.

Batalion prowadzi radiolokacyjne rozpoznanie przestrzeni powietrznej nad południowo-wschodnim obszarem Polski. Jednostka posiada na uzbrojeniu sprzęt radiolokacyjny najnowszej generacji. Zadaniem batalionu jest wykrywanie i śledzenie wszystkich obiektów powietrznych wlatujących w strefę odpowiedzialności batalionu.
W kwietniu 2019 jednostka otrzymała imię ppłk. Antoniego Wiktorowskiego.

Insygnia
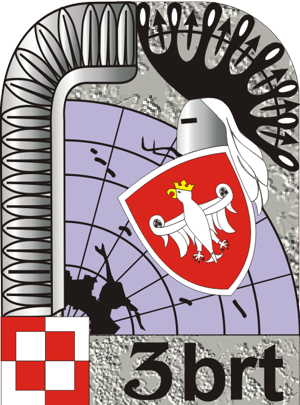
Logo (przed 2017)
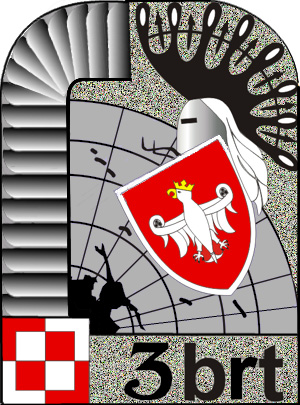
Odznaka pamiątkowa (wzór 2017)
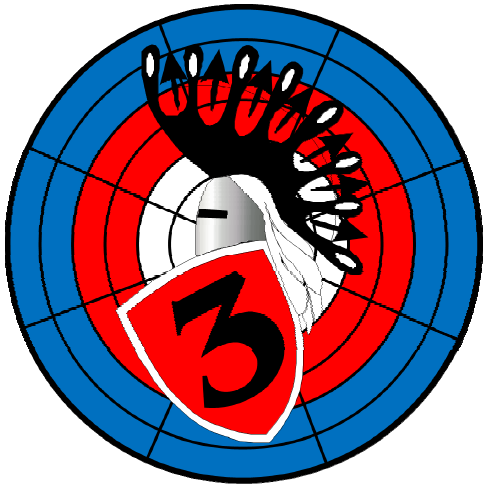
Oznaka rozpoznawcza na mundur wyjściowy (2017)
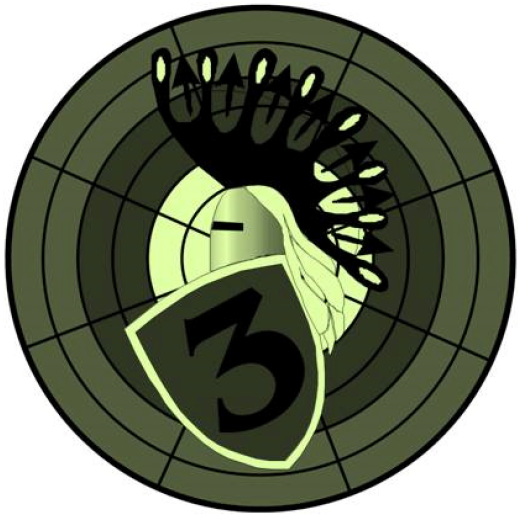
Oznaka rozpoznawcza na mundur polowy (2017)

## Dowódcy jednostki
- kpt. Włodzimierz Przemyski (1957–1961)
- ppłk Stanisław Makiej (1961–1963)
- płk Piotr Gryzło (1964–1981)
- ppłk Franciszek Senczyszyn (1981–1988)
- ppłk Bogdan Kabała (1988–1992)
- mjr Józef Nasiadka (1992–1996)
- ppłk Janusz Nowak (1996–1999)
- ppłk Wojciech Lewicki (1999–2002)
- ppłk Waldemar Ziółkiewicz (2002–2006)
- ppłk Arkadiusz Strugała (2006–2011)
- ppłk Jacek Kuliga (2011–2015)
- ppłk Leszek Ślimak (2015–2018)
- ppłk Paweł Czajkowski (2018–2021)
- ppłk Grzegorz Kobylarz (2021–2023)
- ppłk Wojciech Kuśmierczyk (od 2023)